# ازدواج همجنس در هلند

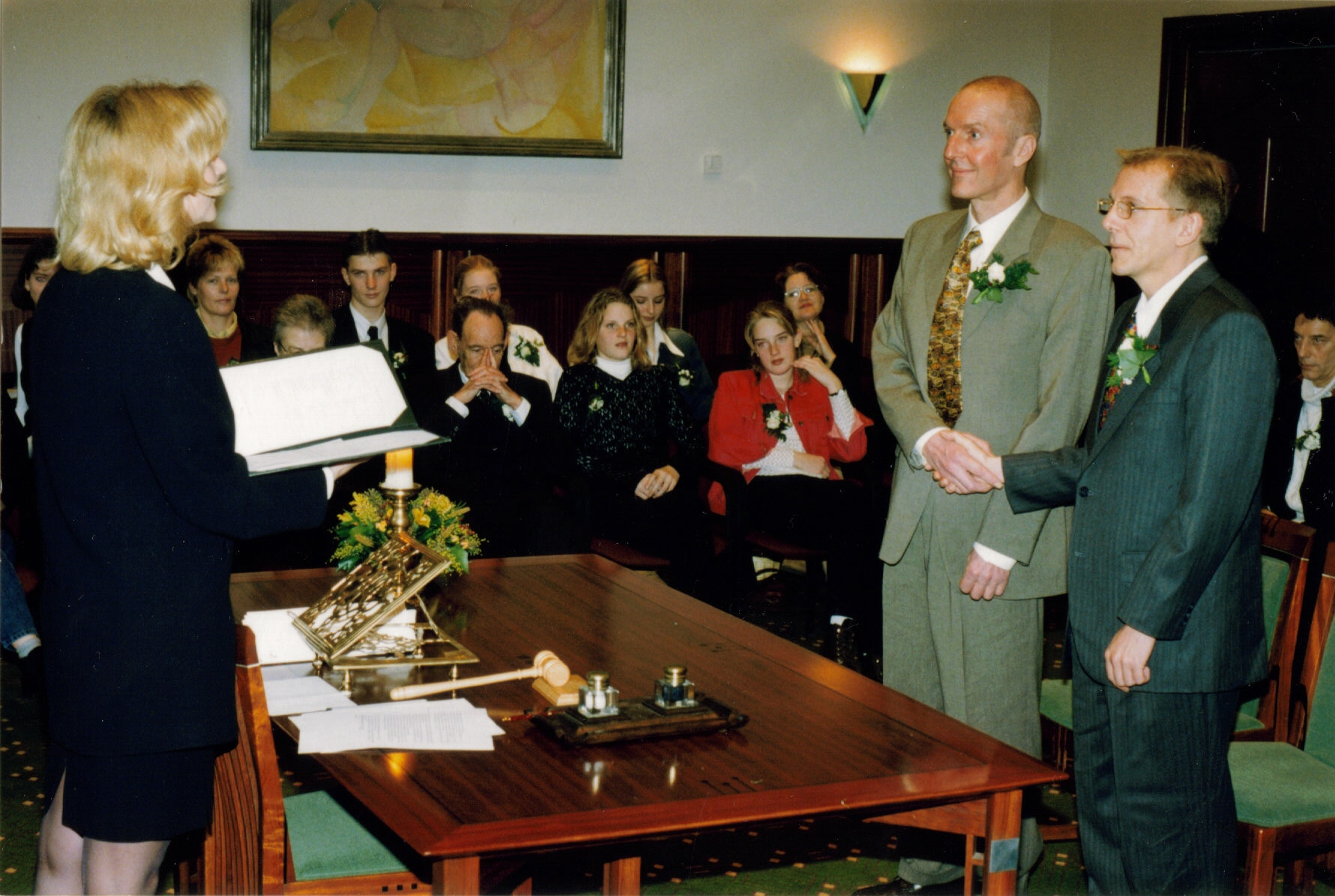
دو مرد در آمستردام، هلند، در اولین ماه بعد از قانونی شدن ازدواج همجنس‌گرایان در هلند

ازدواج همجنس‌ در هلند از یک آوریل ۲۰۰۱ در هلند قانونی شده‌است.
لایحه قانونی شدن این گونه ازدواج‌ها در مجلس نمایندگان با ۱۰۹ رأی موافق در برابر ۳۳ رأی در ۱۲ سپتامبر ۲۰۰۰ و توسط سنا با ۴۹ رأی موافق در برابر ۲۶ رأی در ۱۹ دسامبر ۲۰۰۰ به تصویب رسید. این قانون از اول آوریل همان سال به اجرا درآمد، که باعث شد هلند اولین کشور در جهان باشد که ازدواج همجنس‌ را قانونی اعلام می‌کند.
بر طبق یک نظرسنجی در سال ۲۰۱۹، ۹۲ درصد هلندی‌ها فکر می‌کنند که ازدواج همجنس‌ باید در سراسر اروپا قانونی شود و ۸ درصد هم مخالف هستند.